# Gründerzeit
Gründerzeit (sv: grundandets tid, mer ordagrant "grundartid") kallas samhällsutvecklingen i Tyskland och Österrike från 1848 och fram till 1873. Det är den tid i Centraleuropa då industrialismen växte fram och den klassiska liberalismen härskade. Ingen exakt tidsrymd för Gründerzeit  finns men vanligen menas perioden från revolutionsåret 1848 fram till börskraschen 1873.
I Tyskland talar man också om Gründerjahre (sv: "grundaråren"), de första två åren efter grundandet av Kejsardömet Tyskland 1871, då landet upplevde en högkonjunktur tack vare inflödet av kapital från det franska krigsskadeståndet efter det fransk-tyska kriget 1870-1871.
Gründerzeit och Gründerjahre ändade så småningom i börskraschen 1873, Gründerkrach, följt av en ekonomisk kris, Gründerkrise, fram till slutet av 1870-talet.
Inom konst- och arkitekturhistoria har begreppet Gründerzeit-stil ofta förväxlats med historicism, som var den dominerande arkitektoniska stilen efter 1850 fram till 1914, vilket lett till en sammanblandning av termerna. 